# Jean Boivin-Champeaux
Jean Boivin-Champeaux est un homme politique né le 12 août 1887 à Paris et mort le 17 décembre 1954 à Paris.

## Un notable de province
Après des études de droit et un diplôme de l'École libre des sciences politiques, Jean Boivin-Champeaux devient avocat. En 1920, il succède à son père, Paul Boivin-Champeaux, dans sa charge d'avocat au conseil d'État et à la cour de Cassation.
Qualifié par l'historien Jean Quellien d'archétype du notable de province, élu maire de Pierrefitte-en-Auge en 1919 puis conseiller général en 1925 en remplacement de son père, décédé, il est lui-même fils de sénateur et devient à son tour sénateur du Calvados en 1928, réélu lors des scrutins de 1930 et 1939. Au Sénat, il siège au sein du groupe de l'Union républicaine, apparenté à l'Alliance démocratique, c'est-à-dire au centre libéral et laïc. En 1936, il devient également président du conseil général du Calvados. Il est secrétaire du Sénat de 1934 à 1938.
En 1938, il est capitaine de cavalerie de réserve, attaché à l'état-major de la Région de Paris. Il est promu cette année officier de la Légion d'honneur.

## Un pétainiste modéré
Le 10 juillet 1940, il est celui qui présente devant le Parlement réuni à Vichy la loi constitutionnelle du 10 juillet qui confie les pleins pouvoirs au maréchal Pétain pour exercer le pouvoir vis-à-vis des forces d'occupation allemandes et suspend les institutions de la Troisième République. Pendant l'occupation, il adopte une attitude contrastée, favorable à Pétain mais hostile à Laval qu'il juge trop laxiste vis-à-vis des Allemands. Il accepte néanmoins de siéger au Conseil national de Vichy.

## L'un des hommes forts du centre-droit sous la Quatrième République
En dépit de cette attitude de soutien à l’État Français, et des attaques très vives dont il est l'objet à la Libération de la part des résistants, il retrouve aisément ses mandats de président du conseil général et de sénateur. Il ne participe pas à la tentative de reconstruction de l'Alliance démocratique et fonde au Sénat, en 1946, le groupe parlementaire des Républicains indépendants dont il devient président en 1948. En janvier 1949 enfin, il fait partie des fondateurs du nouveau Centre national des indépendants et paysans qui sera l'une des principales forces de la droite parlementaire sous la Quatrième République et portera à la Présidence de la République un de ses membres René Coty.
Il est nommé vice-président du Conseil de la République le 12 janvier 1954.
Il était président de la Société pour la protection des paysages de France et membre de la commission supérieure des sites. Il fut administrateur de l'Académie des sciences, arts et belles-lettres de Caen.

## Distinctions
- Officier de la Légion d'honneur (24 décembre 1938)[5]
- Croix de guerre 1914-1918

## Sources
- « Jean Boivin-Champeaux », dans le Dictionnaire des parlementaires français (1889-1940), sous la direction de Jean Jolly, PUF, 1960 [détail de l’édition]